# جووانی اسکالتزو
جووانی اسکالتزو (ایتالیایی: Giovanni Scalzo؛ زادهٔ ۱۷ مارس ۱۹۵۹) شمشیرباز اهل ایتالیا است.
وی در مسابقات کشوری و بین‌المللی در مجموع برندهٔ ۱ مدال طلا، ۲ مدال برنز شده‌است.